# Callidium piceonotatum
Callidium piceonotatum là một loài bọ cánh cứng trong họ Cerambycidae.